# Une femme piégée (téléfilm, 2009)
Ne doit pas être confondu avec Une femme piégée (téléfilm, 2001).
Pour les articles homonymes, voir Nowhere to Hide.
Pour plus de détails, voir Fiche technique et Distribution.
Une femme piégée (Nowhere to Hide) est un téléfilm américain réalisé par John Murlowski, diffusé en 2009.

## Synopsis
Sarah vient de perdre son mari, Eddie, un policier abattu par un de ses collègues dans de mystérieuses circonstances. En rentrant chez elle, elle découvre que sa fille, Kimmy, a disparu. En partant à sa recherche, Sarah est contactée par le service d'assistance routière auquel son mari était abonné. Très vite, la jeune femme se rend compte que sa fille a été enlevée. Le ravisseur de Kimmy exige que Sarah retrouve un dénommé Paulo Farina, un témoin placé sous protection policière et mis au secret. Le kidnappeur se sert du service d'assistance routière pour surveiller ses moindres faits et gestes et exige d'elle une somme d'argent considérable jusqu'à ce que la police l'arrête et l'accuse de meurtre elle est immédiatement arrêtée et emprisonnée à Rikers.

## Fiche technique
- Réalisateur : John Murlowski
- Année de production : 2009
- Durée : 90 minutes
- Format : 1,78:1, couleur
- Son : stéréo
- Dates de premières diffusions :
  -  États-Unis : 2009
  -  France : 26 avril 2010 sur TF1
- Interdit aux moins de 10 ans

## Distribution
- Meredith Monroe (VF : Barbara Delsol) : Sara Crane
- Brian Dietzen (VF : Christophe Lemoine) : Sheldon Wilkes
- Lochlyn Munro : l’inspecteur Jack Irons
- Brian Krause (VF : Benoît DuPac) : Edward Crane
- Brittany Renee Finamore : Kimmy Crane
- Miriam Flynn : Priscella
- Richard Riehle : Toley
- Michael Badalucco : Paulo Farina
- Dan Kelpine (VF : Michel Laroussi) : Landlord
- Gary Weeks (en) : l’officier Randolph

 Source et légende : version française (VF) sur RS Doublage et selon le carton de doublage télévisuel.